# Adonisea luxa
Adonisea luxa är en fjärilsart som beskrevs av Augustus Radcliffe Grote 1881. Adonisea luxa ingår i släktet Adonisea och familjen nattflyn. Inga underarter finns listade i Catalogue of Life.